# Populációk kölcsönhatásai

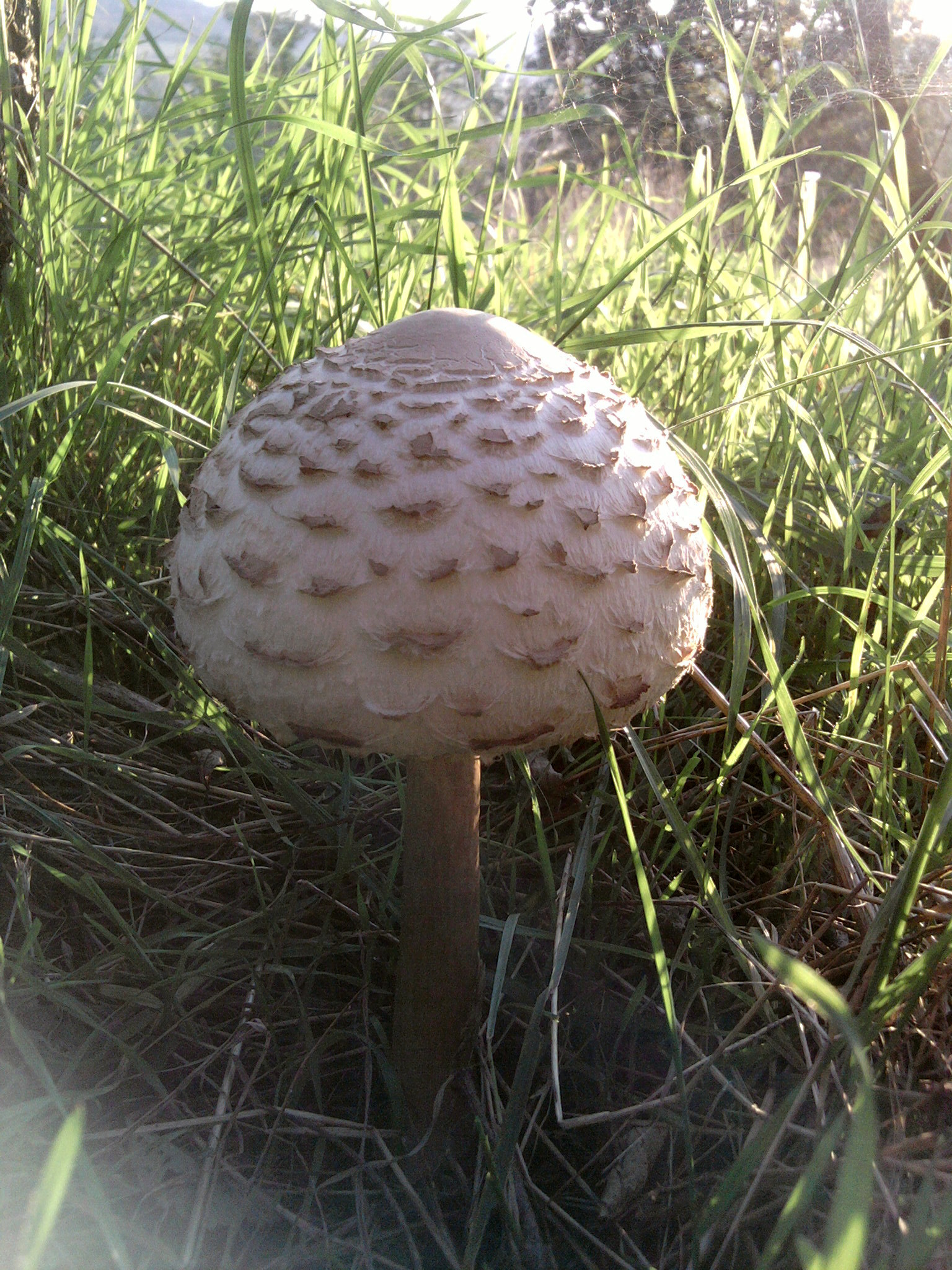
Őzlábgomba a lágyszárúakkal

A biológiai populációk kölcsönhatásai abból erednek, hogy a Földön szinte kivétel nélkül minden életre alkalmas területen több faj is képviselteti magát, különböző fajok populációi élnek együtt. Az egy helyen élő populációk több-kevesebb sikerrel, de mindig befolyásolják egymás működését, életfolyamatait. Ez a befolyásolás lehet közvetlen (például a ragadozó a prédájára les) és közvetett (egy dús lombkoronájú erdő árnyékolja, és többségében ellehetetleníti a cserjeszint fejlődését).

## A populációk kölcsönhatásainak típusai

A kölcsönhatások közül a populációk egészére tekintve megkülönböztetünk előnyös hatást (+), hátrányos hatást (−) és semleges viszonyt (0). Ebből következik, hogy két populáció egymásra hatása lehet (0 +), (0 −), (+ +), (− −) és (+ −).

### Közömbös, neutralizmus (0 0)
Eltérő ökológiai niché-jű, közös környezetben élő fajok közötti kapcsolat. Mivel a kölcsönhatásban lévő populációk mindig valamilyen hatással vannak a másikra, ez a típus nem jellemző. 

### Asztalközösség, kommenzalizmus (0 +)
A kölcsönhatást akkor tekinthetjük kommenzalizmusnak, ha az egyik populáció számára a közös lét egyértelműen pozitív hatásokkal jár, de a másikat ez a kapcsolat nem befolyásolja lényegesen. Gyakori példa erre a gólyafészkekben megtelepedő verebeké, amelyek így táplálékhoz jutnak a gólyák megzavarása nélkül.

### Amenzalizmus, antibiózis, allelopátia (0 −)
Ez a kölcsönhatás az egyik populáció számára egyértelműen negatív hatásokkal jár, és a másik sem élvez előnyöket a kapcsolatból. (Tipikus példája a közvetett befolyásolásnak.) Antibiózisra példát a mikroorganikus fajok között találunk. Ilyen esetben az egyik mikroorganizmus anyagcseréjének terméke a másikra vagy a másik környezetére negatív hatással van. Ezeknek a kémiai hatóanyagoknak egy részét nevezzük antibiotikumoknak, melyek közül a legrégebb óta ismert, a penicillin egy gombafaj által termelt baktériumgátló.
Az antibiózis az allelopátia egyik fajtája. Ez az egyes növényekre, algákra, baktériumokra, korallokra vagy gombákra jellemző olyan képesség (és annak gyakorlata), ami folyamán egy élettani rendszerben bizonyos ún. biomolekulák kibocsátása útján egy élőlény a környezetében lévő más növények életfolyamatát gátolja, illetve lehetetlenné teszi. Az antibiózissal szemben a szimbiózis békés együttélést jelent. Azoknak a kémiai reagenseknek, amelyek kibocsátása jó vagy rossz irányba befolyásolja élettani szomszédjait, allelochemicals az angol neve, ami talán alleloreagens-ként fordítható.
Az antibiózisra való képesség jelentős fegyver a növények esetében az élőlények közötti természetes kiválasztódást eredményező versenyben. A növények esetében egyéb egyszerűbb mechanizmusok is közrejátszanak, például az életfolyamatokhoz szükséges tápanyagok, víz, energiát szolgáltató fény környezetből való kivonása, gyorsabb növekedés és éghajlati körülményekhez való jobb alkalmazkodás stb., de az antibiózisra való képesség ezekhez lényegesen hozzájárul.
Például a diófa által termelt anyagok gátolják más növények magjainak csírázását, illetve a fentebb említett gombák által termelt antibiotikum gátolja a baktériumok szaporodását.

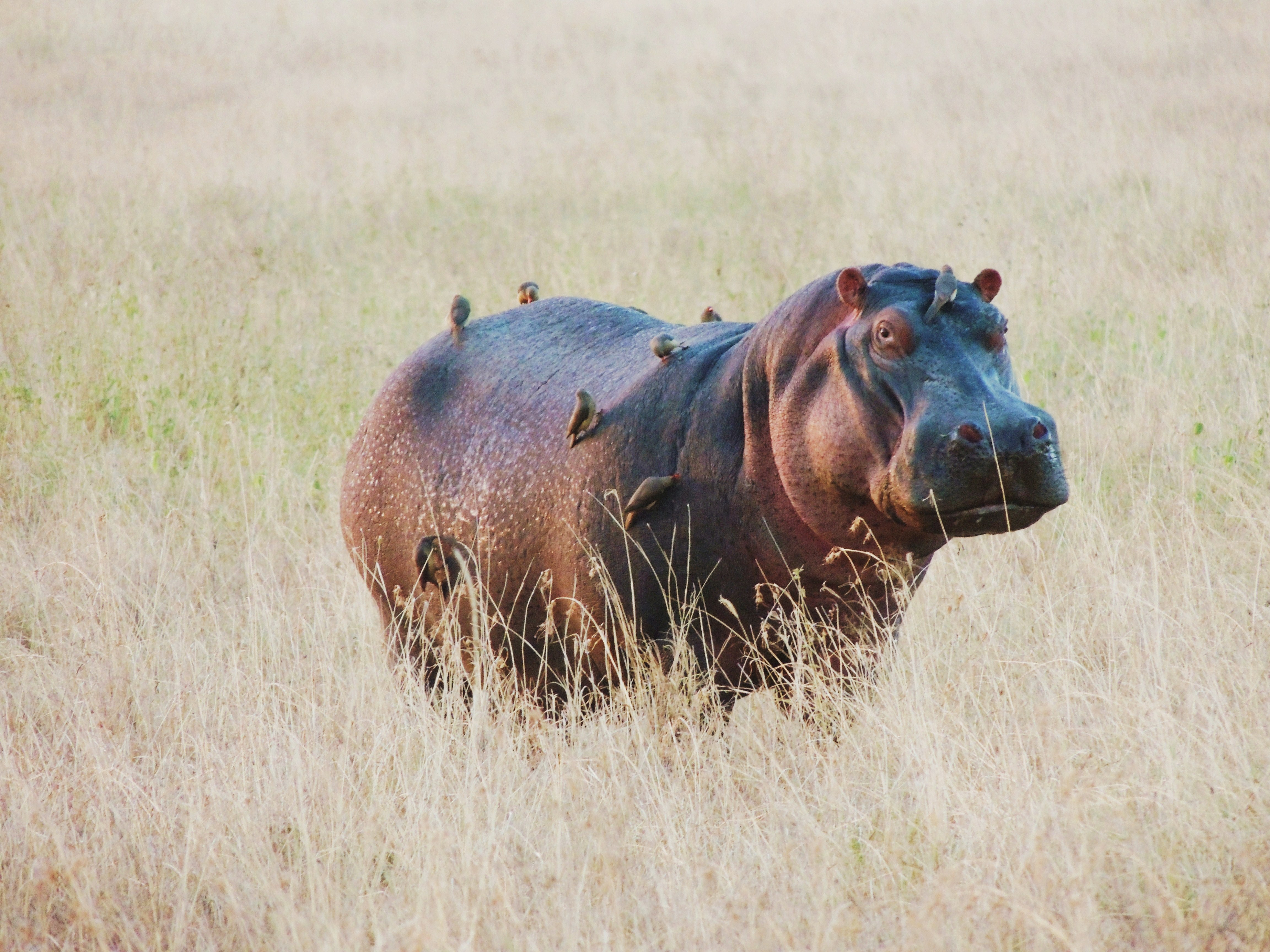
Nagytestű emlősök és a nyűvágó - a madarak leginkább az állatok sebeiből táplálkoznak, de gyakran elfogyasztják az élősködőiket is, például a vérrel teli kullancsokat. Ez a kapcsolat sajátos átmenet a parazitizmus és a mutualizmus között.

### Együttélés,mutualizmus (+ +)
Az egyik legjellemzőbb kapcsolat a mutualizmus. Ez az együttélés az összes részt vevő populáció számára kölcsönösen előnyös. A növény- és állatvilág egészében találhatunk példát erre a kapcsolatra, gyakori jelenség az országokon túlmutató szimbiózis is. A pillangósvirágúak  (bab, lucerna, borsó) nitrogénkötő baktériumokkal élnek együtt. Ezek a növény gyökérszövetében gümőt képeznek, abban élve kötik meg a talaj levegőjének nitrogéntartalmát. Az ebből kialakuló ammóniát már a növények is képesek felvenni.
csongi 
Hasonló kapcsolatot alakít ki a fenyőfajok többsége a gombákkal. Míg utóbbiak segítik a nitrogén, víz és egyéb elemek felvételét, addig a növények a gyökereiken keresztül szerves vegyületekhez juttatják a gombákat. A gombák nem csak növényekkel, de állatokkal is alakíthatnak ki szimbiózist – a levélnyíró hangyák például a föld alatt pépessé rágják a leveleket, majd később ezen az ürülékükkel megtrágyázott anyagon tenyésznek a gombafonalak. A hangyák ebből táplálkoznak, és a gyorsan növő gombának is hasznos ez a kapcsolat.
Megkülönböztetünk obligát és fakultatív mutualizmust. Az obligát mutualizmusban a populációk (egyedek) nem képesek egymás nélkül élni, a fakultatív mutualisták, bár pozitív hatással vannak egymásra, képesek egymástól függetlenül is fennmaradni.
Az együttélés szorossága és tartóssága alapján megkülönböztetjük a szimbiózist, amely szoros és tartós együttélést jelent, és a mutualizmus egyéb formáit, melyek nem tételezik fel a partnerek folyamatos együttélését.

#### A mutualizmus változatai

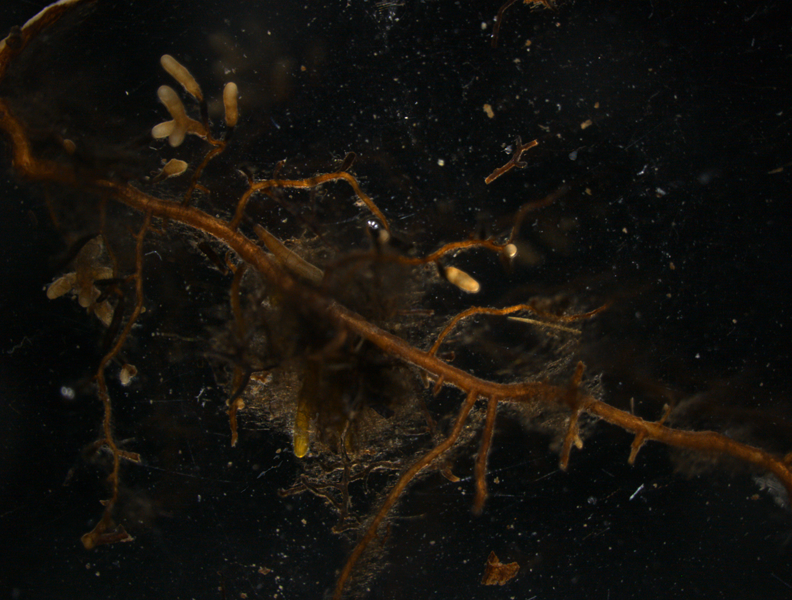
Mikorrhiza gyökérkapcsolat, a szarvasgomba micéliumából kiinduló gombafonalak (a hifák) behálózzák a gazdanövény gyökereit, így a kétféle élőlény, a növény és a gomba kölcsönösen segíti egymást a tápanyaghoz jutásban

- Lichenizmus: zuzmószimbiózis, vagyis az algák és gombafonalak együttélése.
- Mikorrhiza: a gombák és magasabb rendű növények együttélése.
- Szimbionta növény: növény és növény között kialakult ún. fitoszimbiózis.
- Zooszimbiózis: állatok között kialakult szimbiózis.
- Szimfília: olyan kapcsolatforma, amelyben az egyik faj a másik testváladékát fogyasztja (pl. a hangyák/termeszek kapcsolata más rovarokkal).
- Szimforizmus: más élőlény testén való élés úgy, hogy a hordozó szervezet nem szenved kárt.

### Versengés, kompetíció (− −)
Ez a kölcsönhatás mindegyik részt vevő populáció számára káros, evolúciós szempontból mégis a faj túlélését segíti elő. Ilyen alakul ki például akkor, ha a táplálék vagy az élőhely nem elegendő az összes ott élő populáció számára. A kialakult versengés szabályozó hatású, mivel elősegíti a legalkalmasabb genotípusok fennmaradását. A versengés jellemzően az egyik populáció eltűnésével jár, ritkább esetben azonban egy viszonylagos egyensúly is kialakulhat – például a táplálékforrás különböző részeinek felosztásával.

### Élősködés, parazitizmus (+ −)
Az élősködés kapcsán beszélhetünk élősködőről és gazdafajról. Ilyenkor a parazita a gazdafaj populációjának egyedeiből táplálkozik, annak valamilyen kárt okozva. A károsodás kisebb-nagyobb mértékben mindenképp bekövetkezik, azonban többségében ez nem jár az egyedek (azonnali) elpusztulásával. A szőlőn megtelepedő peronoszpóra vagy a gerincesekben élősködő galandféreg jó példa a parazitizmusra.

### Zsákmányszerzés, predáció (− +)
Ilyenkor zsákmányszerző populációról és zsákmánypopulációról beszélhetünk. Nem feltétlenül kell ragadozóra gondolnunk, hiszen a növényevő állatok is a növények valamely részeivel táplálkoznak, azt elfogyasztják, így a „zsákmányt” a legszélesebb értelemben véve használjuk.
Az állatok legnagyobb részét a növényevők képezik, melyek a növények zöld részeivel, magvaival, gyökereivel, terméseivel táplálkoznak (fitofág táplálkozás). Nagyban függ a fennmaradásuk a számukra élelmet jelentő növény (zsákmány) populáció egyedszámától. Az állatevők, azaz a ragadozók populációjának nagysága a zsákmányállatok elszaporodottságától függ elsősorban (karnivór táplálkozás).
A növényeket és állatokat egyaránt fogyasztók a mindenevők (pantofág táplálkozás). Ilyen állat például a csimpánz (vagy az ember).
Egyes élőlények elhalt állati és növényi hulladékkal táplálkoznak. Ezeket a heterotróf táplálkozású élőlényeket nevezzük szaprofitáknak. A gombák többsége és a baktériumok egy része ilyen, ezek a fajok bontják le az elpusztuló élőlények szerves anyagait.